# Josh Perkins
Josh Perkins (ur. 25 sierpnia 1995 w Denver) – amerykański koszykarz, występujący na pozycji rozgrywającego, obecnie zawodnik Partizana Belgrad.
W 2019 reprezentował Charlotte Hornets, podczas rozgrywek letniej ligi NBA oraz obozu przedsezonowego.
3 sierpnia 2020 dołączył do GTK Gliwice. 4 stycznia 2021 opuścił klub, aby dołączyć do serbskiego Partizana Belgrad.

## Osiągnięcia
Stan na 5 stycznia 2021, na podstawie, o ile nie zaznaczono inaczej.
NCAA
- Wicemistrz NCAA (2017)
- Uczestnik rozgrywek:
  - NCAA Final Four (2017, 2019)
  - Sweet 16 turnieju NCAA (2016–2019)
  - turnieju Portsmouth Invitational Tournament (2019)
- Mistrz:
  - turnieju konferencji West Coast (WCC – 2016–2018)
  - sezonu regularnego WCC (2016–2019)
- Zaliczony do:
  - I składu:
    - WCC (2018, 2019)
    - turnieju Portsmouth Invitational Tournament (2019)
    - najlepszych pierwszorocznych zawodników WCC (2017)
    - WCC All-Academic (2018, 2019)

  - II składu Senior CLASS Award All-American (2019)
  - składu honorable mention WCC (2017)
- Zawodnik tygodnia WCC (25.02.2019, 3.12.2018)
- Lider WCC w liczbie przechwytów (2019 – 54)
- Uczestnik konkursu rzutów za 3 punkty NCAA (2019)